# Tournée de l'équipe d'Angleterre de rugby à XV en 1998
La tournée de l'équipe d'Angleterre de rugby à XV de 1998 se déroule en Afrique du Sud, en Australie et en Nouvelle-Zélande. C'est la première fois que l'équipe d'Angleterre se déplace dans ces trois pays en tournée. Elle est surnommée The Tour of Hell (la tournée de l'enfer), notamment parce que l'équipe d'Angleterre n'a pas remporté un seul match dans cette tournée, concédant des revers importants, notamment contre l'Australie (76-0).

## Synopsis
Clive Woodward est nommé sélectionneur de l'équipe d'Angleterre en novembre 1997, et parvient à conduire l'Angleterre à la deuxième place lors du Tournoi des Cinq Nations 1998. Cependant, de nombreux cadres sont absents pour la tournée.

## Les tests de la tournée
| Samedi 6 juin 1998 | Australie | 76–0 (33–0) | Angleterre | Lang Park, Brisbane 26 691 spectateurs Arbitre : André Watson |
| Samedi 6 juin 1998 | Essai(s) : 11 Burke, Gregan, Horan 2, Kefu, Larkham 3, Tune 3 Transformation(s) : 6/11 Burke 4, Larkham 2 Pénalité(s) : Burke 3 |             |            | Lang Park, Brisbane 26 691 spectateurs Arbitre : André Watson |
| Samedi 6 juin 1998 | |             |            | Lang Park, Brisbane 26 691 spectateurs Arbitre : André Watson |

| Samedi 20 juin 1998 | Nouvelle-Zélande | 64–22 (26–8) | Angleterre | Carisbrook, Dunedin 36 576 spectateurs Arbitre : Wayne Erickson |
| Samedi 20 juin 1998 | Essai(s) : 9 Cullen 2, Kronfeld, Lomu Mayerhofler, Randell 2, Wilson 2 Transformation(s) : 5/9 Mehrtens 5 Pénalité(s) : Mehrtens 3 |              | Essai(s) : 3 Beim, Cockerill, Dawson Transformation(s) : 2/3 Stimpson 2 Pénalité(s) : Stimpson Carton(s) rouge(s) : Grewcock | Carisbrook, Dunedin 36 576 spectateurs Arbitre : Wayne Erickson |
| Samedi 20 juin 1998 | |              | | Carisbrook, Dunedin 36 576 spectateurs Arbitre : Wayne Erickson |

| Samedi 27 juin 1998 | Nouvelle-Zélande                                                                                        | 40–10 (14–7) | Angleterre                                                        | Eden Park, Auckland 45 000 spectateurs Arbitre : Peter Marshall |
| Samedi 27 juin 1998 | Essai(s) : 6 Maka, Mayerhofler, Randell, Vidiri, Wilson 2 Transformation(s) : 5/6 Mehrtens 2, Spencer 3 |              | Essai(s) : Dawson Transformation(s) : Dawson Pénalité(s) : Dawson | Eden Park, Auckland 45 000 spectateurs Arbitre : Peter Marshall |
| Samedi 27 juin 1998 | |              |                                                                   | Eden Park, Auckland 45 000 spectateurs Arbitre : Peter Marshall |

| Samedi 4 juillet 1998 | Afrique du Sud                                                                                      | 18–0 (12–0) | Angleterre | Newlands, Le Cap 50 000 spectateurs Arbitre : Colin Hawke |
| Samedi 4 juillet 1998 | Essai(s) : Terblanche, van der Westhuizen Transformation(s) : Montgomery Pénalité(s) : Montgomery 2 |             |            | Newlands, Le Cap 50 000 spectateurs Arbitre : Colin Hawke |
| Samedi 4 juillet 1998 | |             |            | Newlands, Le Cap 50 000 spectateurs Arbitre : Colin Hawke |

## Bilan statistique
En quatre matches, l'Angleterre a encaissé 198 points et en a marqué 32 aux nations sudistes. En détail, cela se décompose en :
- 28 essais (17 transformations) contre et quatre (trois tr.) pour ;
- huit pénalités contre et deux pour.

## Épilogue
L'Angleterre perd ses quatre test-matches dans l'hémisphère Sud avant d'attaquer les qualifications pour la Coupe du monde, et termine deuxième du Tournoi des Cinq Nations 1999. Elle met fin à la série de 17 victoires consécutives de l'Afrique du Sud à Twickenham (13-7). Certains joueurs ne seront jamais rappelés, d'autres bien plus tard comme Lewis Moody et Pat Sanderson (en 2001) ou Peter Richards (en 2006).

## Articles annexes
- Afrique du Sud-Angleterre en rugby à XV
- Angleterre-Australie en rugby à XV
- Angleterre-Nouvelle-Zélande en rugby à XV